# (8793) Thomasmüller
(8793) Thomasmüller est un astéroïde de la ceinture principale.

## Description
(8793) Thomasmüller est un astéroïde de la ceinture principale. Il fut découvert le 22 août 1979 à La Silla par Claes-Ingvar Lagerkvist. Il présente une orbite caractérisée par un demi-grand axe de 2,53 UA, une excentricité de 0,14 et une inclinaison de 2,4° par rapport à l'écliptique.

## Compléments